# Diocesi di Ram Hormizd
La diocesi di Ram Hormizd è un'antica sede della Chiesa d'Oriente, suffraganea dell'arcidiocesi di Beth Lapat, attestata dal VI al IX secolo.

## Storia
Ram Hormizd, corrispondente all'odierna città iraniana di Ramhormoz, era una città della provincia persiana del Khūzestān (o Huzistan), nota in siriaco come Beth Huzaye e corrispondente all'incirca alla moderna regione di Ilam (o Elam). Venne fondata dal re persiano Ormisda I (272-273).
Poco si conosce dell'origine del cristianesimo a Ram Hormizd e ignoto è il periodo di fondazione della diocesi, che non appare negli atti dei concili della Chiesa d'Oriente dal 410 al 554. Nelle cronache, è noto un vescovo intruso, condannato nel 540, Simone di Nisibi. Primo vescovo legittimo di cui si ha conoscenza è Mihr Shabur, che prese parte al concilio nestoriano indetto nel 576 dal patriarca Mar Ezechiele. Nel successivo concilio del 585, convocato dal patriarca Mar Ishoʿyahb I, era presente il vescovo Hnanishoʿ.
I documenti poi tacciono sulle sorti di questa diocesi per oltre due secoli, fino al periodo del patriarca Mar Timoteo I  (780-c.823). Tra il 799 e l'804 era vescovo di Ram Hormizd Ishoʿ bar Nun, candidato del patriarca per la sede metropolitana di Nisibis; ma l'opposizione dei nisibeni a Iso bar Nun costrinsero il patriarca a cambiare i suoi progetti. Nel luglio 823 Ishoʿ bar Nun fu eletto patriarca della Chiesa d'Oriente. Questa è l'ultima menzione storica della diocesi di Ram Hormizd, che non appare più nell'elenco delle diocesi del patriarcato d'Oriente redatto nel 900 da Elia di Damasco.

## Cronotassi dei vescovi
- Simone di Nisibi † (menzionato nel 540) (vescovo intruso)

- Mihr Shabur † (menzionato nel 576)
- Hnanishoʿ † (menzionato nel 585)
- Ishoʿ bar Nun † (prima del 799/804 - luglio 823 eletto patriarca della Chiesa d'Oriente)